# 9 maja
9 maja jest 129. (w latach przestępnych 130.) dniem w kalendarzu gregoriańskim. Do końca roku pozostaje 236 dni.

## Święta
- Imieniny obchodzą: Beat, Geroncjusz, Grzegorz, Hiacynta, Hiob, Karolina, Mikołaj, Maria, Otokar, Pachomiusz, Przebor i Stefan.
- Rumunia – Dzień Niepodległości
- Rosja, Armenia, Azerbejdżan, Białoruś, Gruzja, Kazachstan, Kirgistan, Mołdawia, Tadżykistan, Turkmenistan, Uzbekistan i inne państwa – Dzień Zwycięstwa; Serbia, Bośnia i Hercegowina – Dzień Zwycięstwa nad Faszyzmem; Ukraina (do 2023 r.) – Dzień Zwycięstwa nad Nazizmem w II Wojnie Światowej
- Międzynarodowe:
  - Czas Upamiętniający i Jednoczący Tych, Którzy Stracili Życie Podczas II Wojny Światowej (8 i 9 maja)
  - Dzień Unii Europejskiej (upamiętniający ogłoszenie planu Schumana o utworzeniu Europejskiej Wspólnoty Węgla i Stali)
- Kościół Starokatolicki Mariawitów w RP[1] i tradycjonalizm katolicki: wspomnienie św. Grzegorza z Nazjanzu, doktora Kościoła
- wspomnienia i święta w Kościele katolickim[2][3] obchodzą:
  - bł. Maria Teresa od Jezusa (zakonnica)
  - św. Pachomiusz (pustelnik)
  - św. Jerzy Preca
- W Japonii jest obchodzony dzień poświęcony Son Gokū[4].

## Wydarzenia w Polsce
- 1323 – Namysłów został lennem czeskim.
- 1573 – We wsi Kamień pod Warszawą zakończyło się zbieranie głosów w pierwszej w historii Polski wolnej elekcji, w wyniku której wybrano na króla Henryka Walezego.
- 1687 – Tatarzy zdobyli podstępem, a następnie zburzyli zamek w Trembowli.
- 1794 – W czasie insurekcji kościuszkowskiej w Warszawie wykonano wyroki śmierci przez powieszenie na przywódcach konfederacji targowickiej: kasztelanie sądeckim Józefie Ankwiczu, biskupie inflancko-piltyńskim Józefie Kazimierzu Kossakowskim, hetmanie wielkim koronnym Piotrze Ożarowskim i hetmanie polnym litewskim Józefie Zabielle.
- 1831 – Powstanie listopadowe: zwycięstwo powstańców w bitwie pod Firlejem.
- 1848 – Wiosna Ludów: we wsi Bardo koło Wrześni skapitulowały wielkopolskie siły powstańcze.
- 1863 – Powstanie styczniowe: klęska powstańców w bitwie pod Birżami.
- 1889 – Hrabia Władysław Zamoyski nabył dobra zakopiańskie w celu ratowania lasów tatrzańskich.
- 1905 – We Wrocławiu odsłonięto pomnik Friedricha Schillera.
- 1921 – W Dąbrówce Małej (obecnie dzielnica Katowic), podczas III powstania śląskiego, zakończyły się, trwające od 6 maja 1921, rokowania pomiędzy powstańcami śląskimi z Wojciechem Korfantym na czele a przedstawicielami Międzysojuszniczej Komisji Rządzącej i Plebiscytowej dla Górnego Śląska; został ustalony wstępny układ rozejmowy w sprawie zawieszenia działań zbrojnych.
- 1934 – W Parku Stryjskim we Lwowie został zastrzelony przez członka OUN student Jakub Baczyński, którego podejrzewano o bycie policyjnym informatorem.
- 1944 – Oddział UPA dokonał w nocy z 9 na 10 maja masakry polskiej ludności we wsi Derżów (obecnie na Ukrainie).
- 1945 – Ustanowiono dawne Narodowe Święto Zwycięstwa i Wolności (od 2015 roku jest to Dzień Zwycięstwa obchodzone 8 maja.)
- 1946 – Otwarto Państwowe Muzeum Zamkowe w Pszczynie.
- 1955 – Premiera filmu wojennego Godziny nadziei w reżyserii Jana Rybkowskiego.
- 1957 – W Opolu reaktywowano Instytut Śląski.
- 1965 – Otwarto Muzeum Uzbrojenia w Poznaniu.
- 1966 – Telewizja Polska wyemitowała pilotażowy odcinek serialu Czterej pancerni i pies w reżyserii Konrada Nałęckiego.
- 1969 – Premiera filmu wojennego Ostatnie dni w reżyserii Jerzego Passendorfera.
- 1975 – Data emisyjna polskiego banknotu o nominale 50 złotych z Karolem Świerczewskim z serii „Wielcy Polacy” (serie banknotu: A-Z, AA-AZ, BA-BU).
- 1977 – Utworzono Biuro Interwencyjne KSS „KOR”.
- 1980 – W Raciborzu odsłonięto pomnik Arki Bożka.
- 1985 – Do służby w PLL LOT weszło 14 samolotów Tu-154.
- 1987 – 183 osoby (172 pasażerów i 11 członków załogi) zginęły w katastrofie lecącego do Nowego Jorku samolotu PLL LOT Ił-62M „Tadeusz Kościuszko” w Lesie Kabackim pod Warszawą, do której doszło podczas próby awaryjnego lądowania.
- 2000 – Premiera filmu telewizyjnego Cud purymowy w reżyserii Izabelli Cywińskiej.
- 2003 – We Wrocławiu odbył się szczyt z udziałem przywódców państw Trójkąta Weimarskiego.

## Wydarzenia na świecie

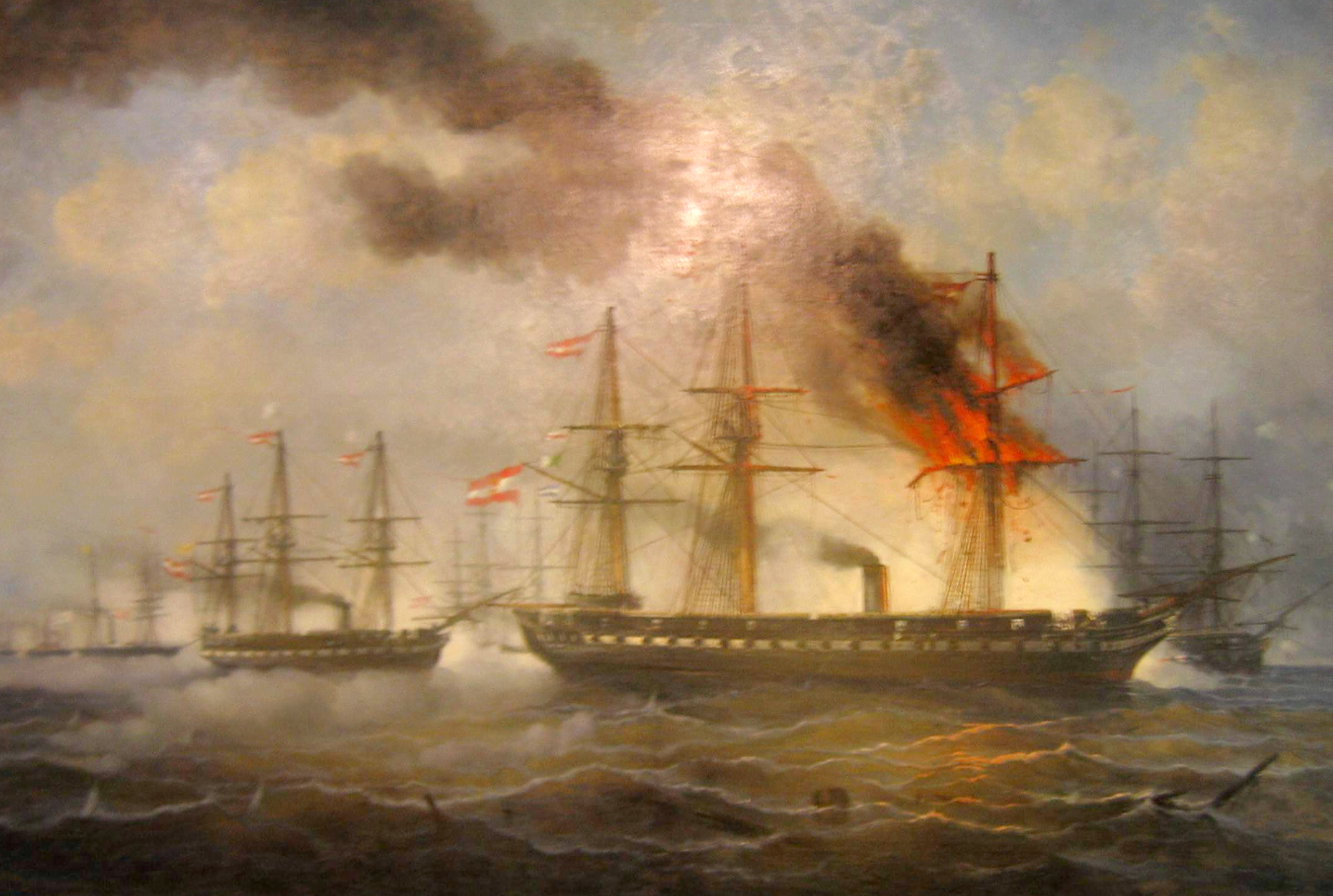
Bitwa pod Helgolandem (1864) na obrazie Josefa Puettnera

- 328 – Atanazy Wielki został wybrany na biskupa Aleksandrii.
- 1087:
  - Po wygnaniu z Rzymu przez Normanów antypapieża Klemensa III intronizowano papieża Wiktora III.
  - Relikwie św. Mikołaja z Miry zostały przewiezione do włoskiego Bari.
- 1092 – Poświęcono katedrę w angielskim Lincoln.
- 1204 – Baldwin I został pierwszym władcą Cesarstwa Łacińskiego.
- 1280 – Eryk II Wróg Księży został królem Norwegii.
- 1346 – Papież Klemens VI zezwolił Karolowi IV Luksemburskiemu na ufundowanie klasztoru Emaus w Pradze, w którym w liturgii można byłoby używać języka staro-cerkiewno-słowiańskiego.
- 1386 – Anglia i Portugalia zawarły traktat windsorski.
- 1469 – Zawarto austriacko-burgundzki traktat z Saint-Omer skierowany przeciwko Szwajcarom.
- 1502 – Krzysztof Kolumb rozpoczął czwartą i ostatnią swoją podróż do Nowego Świata.
- 1525 – Wojna chłopska w Niemczech: powstańcy rozpoczęli oblężenie twierdzy Marienberg w Würzburgu.
- 1560 – Rozpoczęła się turecko-chrześcijańska bitwa morska o Dżerbę.
- 1611 – Go-Mizunoo został cesarzem Japonii.
- 1671 – Thomas Blood ukradł angielskie klejnoty koronne przechowywane w Tower of London.
- 1701 – Po dwudniowym procesie pirat William Kidd został skazany przez sąd Admiralicji w Londynie na karę śmierci.
- 1769 – Wraz z klęską wojsk republikańskich w bitwie pod Ponte Novu z Francuzami nastąpił upadek Republiki Korsykańskiej.
- 1792 – Książę saski Maksymilian Wettyn poślubił w Dreźnie księżniczkę parmeńską Karolinę
- 1834 – Przyjęto herb Kolumbii.
- 1846 – Wojna amerykańsko-meksykańska: wojska meksykańskie zakończyły nieudane oblężenie Fortu Texas.
- 1849 – Wiosna Ludów: zdławiono powstanie drezdeńskie.
- 1861 – W Dreźnie otwarto ogród zoologiczny.
- 1863 – Powstanie styczniowe: w Sołowijówce na Ukrainie grupa agitacyjna 21 powstańców Antoniego Juriewicza, która wzywała do podjęcia walki z władzami rosyjskimi, została osaczona przez podburzonych przez władze carskie chłopów ukraińskich. 12 powstańców w okrutny sposób zamordowano, a resztę, ciężko rannych, odstawiono do władz rosyjskich. Tylko dwóm udało się uciec.
- 1864:
  - Wojna prusko-duńska: taktyczne zwycięstwo floty duńskiej w bitwie pod Helgolandem.
  - Wojna secesyjna: nierozstrzygnięta bitwa nad Swift Creek w Wirginii.
- 1869 – Założono Niemiecki Związek Alpejski (DAV).
- 1873 – Doszło do krachu na giełdzie w Wiedniu.
- 1874 – Uruchomiono tramwaje konne w Bombaju.
- 1877:
  - Rumunia uzyskała niepodległość (od Imperium Osmańskiego).
  - Trzęsienie ziemi i wywołane nim tsunami zabiły na pograniczu chilijsko-peruwiańskim około 2,5 tysiąca osób.
- 1881 – Johan Casimir Ehrnrooth został premierem Księstwa Bułgarii.
- 1883 – Paul Kruger został prezydentem Transwalu.
- 1886 – Dimitrios Walwis został premierem Grecji.
- 1893 – Thomas Alva Edison po raz pierwszy zaprezentował kinetoskop.
- 1901 – W Melbourne odbyło się inauguracyjne posiedzenie parlamentu Australii.
- 1906 – Ustanowiono jednoizbowy parlament Finlandii – Eduskuntę.
- 1907 – Założono klub sportowy SC Concordia Hamburg.
- 1910 – Całkowite zaćmienie Słońca widoczne nad Ziemią Wilkesa na Antarktydzie i Tasmanią.
- 1911:
  - Adolfo Díaz został prezydentem Nikaragui.
  - Założono Amerykańskie Towarzystwo Psychoanalityczne (APsaA).
  - Założono klub piłkarski NK Olimpija Lublana.
- 1915 – I wojna światowa: w trakcie bitwy pod Arras polski Legion Bajończyków zdobył z dużymi stratami bronione przez Niemców wzgórze.
- 1917 – I wojna światowa: na froncie zachodnim zakończyła się nieudana ofensywa Nivelle’a; zwycięstwem wojsk bułgarsko-niemieckich nad francusko-włosko-rosyjskimi zakończyła się bitwa nad Crną (5–9 maja).
- 1920:
  - Oddziały rebeliantów pod wodzą przyszłego prezydenta Meksyku Álvaro Obregóna wkroczyły do miasta Meksyk.
  - Wojna polsko-bolszewicka: w zajętym dwa dni wcześniej Kijowie odbyła się wspólna defilada wojsk polskich i ukraińskich.
- 1921 – Japoński następca tronu książę Hirohito przybył do Wielkiej Brytanii, rozpoczynając kilkumiesięczną podróż po krajach zachodniej Europy.
- 1926 – Amerykanie Richard Byrd i Floyd Bennet dokonali pierwszego (spornego) przelotu samolotem nad biegunem północnym.
- 1927:
  - Stolicę Australii przeniesiono z Melbourne do Canberry.
  - W serii tornad w środkowo-zachodnich i południowych stanach USA zginęło 230 osób, a ponad 800 zostało rannych (7-9 maja).
- 1929:
  - Całkowite zaćmienie Słońca widoczne nad Oceanem Indyjskim, Sumatrą, Półwyspem Malajskim, Wietnamem, Filipinami i Pacyfikiem.
  - Komisja KC KPZR rozpoczęła opracowywanie nowej polityki narodowej w Białoruskiej SRR, której wnioski stały się podstawą represji wobec białoruskiej inteligencji.
- 1934 – Dokonano oblotu brytyjskiego samolotu łącznikowego de Havilland Hornet Moth.
- 1935 – Premiera amerykańskiego filmu Potępieniec w reżyserii Johna Forda.
- 1936 – Włochy zaanektowały Etiopię po zdobyciu 4 dni wcześniej jej stolicy Addis Abeby.
- 1940 – Bitwa o Atlantyk: francuski okręt podwodny „Doris” został zatopiony u wybrzeży Holandii wraz z całą, 45-osobową załogą przez niemiecką jednostkę tej samej klasy U-9.
- 1941:
  - Bitwa o Atlantyk: Brytyjczycy przechwycili niemiecki okręt podwodny U-110 wraz z maszyną szyfrującą Enigma.
  - W Tokio podpisano traktat pokojowy kończący wojnę francusko-tajlandzką.
- 1942 – Na wzgórzu Trebjesa w miejscowości Nikšić w Czarnogórze rozstrzelano 32 komunistycznych partyzantów, schwytanych przez wojska włoskie i czetników.
- 1943 – Zwodowano amerykańskie okręty podwodne USS „Corvina” i USS „Robalo”.
- 1944 – Andrés Ignacio Menéndez został po raz drugi prezydentem Salwadoru.
- 1945 – Rozpoczęła się radziecka okupacja duńskiego Bornholmu.
- 1946 – Król Włoch Wiktor Emanuel III abdykował na rzecz swego syna Humberta II.
- 1948 – Parlament czechosłowacki przyjął konstytucję, określającą nowo powstałą Republikę Czechosłowacką jako demokrację ludową.
- 1949 – Rainier III Grimaldi został księciem Monako.
- 1950:
  - Minister spraw zagranicznych Robert Schuman przedstawił na posiedzeniu rządu francuskiego plan utworzenia Europejskiej Wspólnoty Węgla i Stali, nazwany później Deklaracją Schumana.
  - Założono hiszpańskie przedsiębiorstwo motoryzacyjne SEAT.
- 1951:
  - Na atolu Enewetak Amerykanie przeprowadzili pierwszy test broni termonuklearnej (operacja „Greenhouse”).
  - W Wilnie odsłonięto pomnik żołnierzy radzieckich.
- 1952 – Premiera francuskiego dramatu wojennego Zakazane zabawy w reżyserii René Clémenta.
- 1955:
  - RFN została przyjęta do NATO.
  - Założono ukraiński klub piłkarski Dnipro Czerkasy.
- 1956:
  - Obywatele Togo Brytyjskiego opowiedzieli się w referendum za połączeniem ze Złotym Wybrzeżem (obecnie Ghana).
  - Szerpa Gyaltsen Norbu i Japończyk Toshio Imanishi weszli po raz pierwszy na wierzchołek ośmiotysięcznika Manaslu w Himalajach.
- 1960:
  - Amerykańskie apteki rozpoczęły sprzedaż Enovidu, pierwszej na świecie tabletki antykoncepcyjnej.
  - W Bratysławie otwarto ogród zoologiczny.
  - W Czechosłowacji ogłoszono amnestię.
- 1962:
  - Dokonano oblotu amerykańskiego ciężkiego dźwigu latającego Sikorsky S-64 Skycrane.
  - Odrzucany poprzednio przez inne wytwórnie zespół The Beatles podpisał swój pierwszy kontrakt z kierowaną przez George’a Martina wytwórnią płytową Parlophone.
- 1963 – W ramach programu programu MIDAS został wystrzelony, pierwszy w pełni działający, amerykański satelita obrony przeciwrakietowej MIDAS 7.
- 1965 – Została wystrzelona radziecka sonda księżycowa Łuna 5.
- 1971 – W wyniku awarii rakiety nośnej kilka minut po starcie została zniszczona amerykańska sonda marsjańska Mariner 8.
- 1972 – Na lotnisku w Tel Awiwie izraelscy antyterroryści uwolnili z uprowadzonego poprzedniego dnia (w czasie lotu z Brukseli do Tel Awiwu z międzylądowaniem w Wiedniu) samolotu belgijskich linii Sabena wszystkich 97 pasażerów i zabili dwóch z trzech porywaczy z palestyńskiej organizacji „Czarny Wrzesień”.
- 1973:
  - Premiera filmu Papierowy księżyc w reżyserii Petera Bogdanovicha.
  - Oblot prototypu rumuńskiego samolotu rolniczego IAR-826.
- 1974:
  - Afera Watergate: rozpoczęły się przesłuchania i proces impeachmentu prezydenta Richarda Nixona.
  - Oddano do użytku pierwszą linię praskiego metra.
- 1976 – Reprezentantka NRD Angela Voigt ustanowiła w Dreźnie rekord świata w skoku w dal (6,92 m).
- 1977 – W pożarze hotelu „Polen” w Amsterdamie zginęły 33 osoby, a 21 odniosło obrażenia.
- 1978 – W Rzymie znaleziono zwłoki byłego włoskiego premiera Aldo Moro, uprowadzonego i zamordowanego przez Czerwone Brygady.
- 1980 – Premiera horroru Piątek, trzynastego w reżyserii Seana S. Cunninghama.
- 1981 – W Kijowie otwarto Muzeum Wielkiej Wojny Ojczyźnianej.
- 1987 – W Brukseli odbył się 32. Konkurs Piosenki Eurowizji.
- 1988 – W Canberze królowa Elżbieta II otwarła nową siedzibę australijskiego parlamentu Parliament House.
- 1991 – Została uruchomiona Linia kolejowa Mannheim – Stuttgart.
- 1992 – W szwedzkim Malmö odbył się 37. Konkurs Piosenki Eurowizji.
- 1995 – W Moskwie otwarto Park Zwycięstwa.
- 1997 – Premiera filmu Piąty element w reżyserii Luca Bessona.
- 1998 – W angielskim Birmingham odbył się 43. Konkurs Piosenki Eurowizji.
- 2001:
  - 126 osób zginęło na Accra Sports Stadium w stolicy Ghany Akrze po wybuchu paniki wywołanej użyciem gazów łzawiących przez policję.
  - Zakończyła się podróż apostolska Jana Pawła II do Grecji, Syrii i na Maltę (4-9 maja).
- 2002 – 44 osoby zginęły, a 133 zostały ranne w zamachu bombowym podczas obchodów Dnia Zwycięstwa w Kaspijsku na południu Rosji.
- 2003 – Została wystrzelona japońska sonda kosmiczna Hayabusa, która w 2005 roku wylądowała na asteroidzie Itokawa.
- 2004 – Prezydent Czeczenii Achmat Kadyrow i 5 innych osób zginęło, a około 50 zostało rannych w zamachu bombowym na stadionie w Groznym podczas parady z okazji Dnia Zwycięstwa.
- 2006 – Parlament Estonii ratyfikował Traktat ustanawiający Konstytucję dla Europy.
- 2007:
  - José Ramos-Horta wygrał w II turze wybory prezydenckie w Timorze Wschodnim.
  - Rozpoczęła się wizyta papieża Benedykta XVI w Brazylii.
- 2008 – 11 osób zginęło, a około 30 zostało rannych w zamachu bombowym na kawiarnię w mieście Ampara na Sri Lance.
- 2009 – Jacob Zuma został zaprzysiężony na stanowisku prezydenta RPA.
- 2012 – 45 osób zginęło w katastrofie samolotu Suchoj Superjet 100 na indonezyjskiej wyspie Jawa.
- 2015 – 4 osoby zginęły, a 2 zostały ranne w Sewilli w katastrofie wojskowego samolotu transportowego Airbus A400M, który był przeznaczony dla Tureckich Sił Powietrznych.
- 2016 – Werner Faymann ustąpił ze stanowiska kanclerza Austrii. P.o kanclerza został wicekanclerz Reinhold Mitterlehner.
- 2017 – Mun Jae-in wygrał przedterminowe wybory prezydenckie w Korei Południowej.
- 2022 – W zamieszkach w więzieniu w Santo Domingo w Ekwadorze zginęło 44 więźniów.

## Urodzili się
- 1147 – Yoritomo Minamoto, japoński siogun (zm. 1199)
- 1278 – Kokan Shiren, japoński mistrz zen, poeta, kaligraf (zm. 1346)
- 1465 – Elżbieta Jagiellonka, królewna polska, księżniczka litewska (zm. 1466)
- 1568 – Guglielmo Caccia, włoski malarz (zm. 1625)
- 1661 – Dżahandar Szah, władca Imperium Mogołów w Indiach (zm. 1713)
- 1682 – Józef Sierakowski, polski szlachcic, polityk, dyplomata (zm. 1748)
- 1685 – Clemente Ruta, włoski malarz (zm. 1767)
- 1691 – Guido Antonio Longhi, włoski architekt (zm. 1756)
- 1708 – Jan Dominik Łopaciński, polski duchowny katolicki, biskup żmudzki (zm. 1778)
- 1724 – Kasper Lubomirski, polski książę, polityk, generał lejtnant wojsk rosyjskich (zm. 1780)
- 1740 – Giovanni Paisiello, włoski kompozytor (zm. 1816)
- 1741 – Gregorio García de la Cuesta, hiszpański generał (zm. 1811)
- 1746:
  - Gaspard Monge, francuski matematyk, fizyk, chemik (zm. 1818)
  - Theodore Sedgwick, amerykański prawnik, polityk, senator (zm. 1813)
- 1751 – Jacob Friedrich von Abel, niemiecki filozof, psycholog, pedagog (zm. 1829)
- 1752 – Antonio Scarpa, włoski anatom (zm. 1832)
- 1769 – Thomas Plater, amerykański prawnik, polityk (zm. 1830)
- 1772 – Jan Wrona, polski pastor, tłumacz (zm. 1814)
- 1790 – Jan Alojzy Ficek, śląski duchowny katolicki (zm. 1862)
- 1796 – August Friedrich Pauly, niemiecki filolog klasyczny, pedagog (zm. 1845)
- 1798 – Augustin Bonnetty, francuski pisarz, myśliciel (zm. 1879)
- 1800:
  - John Brown, amerykański działacz społeczny, abolicjonista (zm. 1859)
  - Annunciata Cocchetti, włoska zakonnica, błogosławiona (zm. 1882)
- 1808 – Carlo Sacconi, włoski kardynał (zm. 1889)
- 1810 – Marianna Orańska, królewna holenderska (zm. 1883)
- 1815 – John Thomson Mason, amerykański prawnik, polityk (zm. 1873)
- 1820 – Charles Nègre, francuski malarz, pionier fotografii (zm. 1880)
- 1823 – Frederick Weld, brytyjski polityk, administrator kolonialny, premier Nowej Zelandii (zm. 1891)
- 1824 – Konstanty Branicki, polski ziemianin, przyrodnik (zm. 1884)
- 1825 – James Collinson, brytyjski malarz (zm. 1881)
- 1826:
  - Ulrich von Behr-Negendank, pruski polityk (zm. 1902)
  - Gregorio Gutiérrez González, kolumbijski poeta (zm. 1872)
- 1830 – Harriet Lane, amerykańska pierwsza dama (zm. 1903)
- 1832:
  - Franciszek Jaczewski, polski duchowny katolicki, biskup lubelski (zm. 1914)
  - Jessie White Mario, brytyjska pielęgniarka, pisarka, dziennikarka (zm. 1906)
- 1833:
  - Bolesław Dembiński, polski kompozytor, organista, dyrygent, działacz towarzystw śpiewaczych (zm. 1914)
  - John Rhoderic McPherson, amerykański przedsiębiorca, polityk, senator (zm. 1897)
- 1836 – Ferdinand Monoyer, francuski okulista, wynalazca (zm. 1912)
- 1837:
  - Maria Dominika Mazzarello, włoska zakonnica, święta (zm. 1881)
  - Adam Opel, niemiecki przemysłowiec (zm. 1895)
- 1845 – Gustaf de Laval, szwedzki inżynier, konstruktor, wynalazca, przemysłowiec (zm. 1913)
- 1849 – Witold Ceraski, rosyjski astronom pochodzenia polskiego (zm. 1925)
- 1856 – Kazimierz Grudzielski, polski generał (zm. 1921)
- 1860:
  - J.M. Barrie, szkocki pisarz (zm. 1937)
  - William Kemmler, amerykański morderca, pierwsza ofiara krzesła elektrycznego (zm. 1890)
- 1866 – Gopal Krishna Gokhale, indyjski ekonomista, polityk (zm. 1915)
- 1871 – Bolesław Miklaszewski, polski chemik, ekonomista, polityk (zm. 1941)
- 1873 – Anton Cermak, amerykański polityk, burmistrz Chicago pochodzenia czeskiego (zm. 1933)
- 1874:
  - Howard Carter, brytyjski archeolog, egiptolog (zm. 1939)
  - Witold Celichowski, polski działacz polityczny, adwokat (zm. 1944)
- 1875 – Leopold Andrian, austriacki dyplomata, polityk, pisarz (zm. 1951)
- 1876 – Ernst Hardt, niemiecki pisarz, tłumacz, inspicjent (zm. 1947)
- 1879 – Wacław Dąbrowski, polski mikrobiolog (zm. 1962)
- 1880:
  - Mihkel Lüdig, estoński kompozytor, organista (zm. 1958)
  - Mieczysław Mackiewicz, polski generał brygady (zm. 1954)
- 1882:
  - Izabela Calduch Rovira, hiszpańska klaryska kapucynka, męczennica, błogosławiona (zm. 1937)
  - Edward Aloysius Mooney, amerykański duchowny katolicki, arcybiskup Detroit, kardynał (zm. 1958)
  - Jossele Rosenblatt, żydowski chazan, kompozytor (zm. 1933)
- 1883:
  - José Ortega y Gasset, hiszpański filozof, eseista (zm. 1955)
  - Rudolf Wacek, polski nauczyciel, sportowiec, propagator, działacz i dziennikarz sportowy (zm. 1956)
- 1884:
  - Czesław Gajzler, polski inżynier, samorządowiec, prezydent Włocławka (zm. 1955)
  - Lec Kurti, albański kompozytor, dyplomata (zm. 1948)
- 1886 – Sydir Twerdochlib, ukraiński poeta, tłumacz, polityk (zm. 1922)
- 1887 – Helena Bobińska, polska pisarka (zm. 1968)
- 1892:
  - Percival Bailey, amerykański neurochirurg, neuropatolog, psychiatra (zm. 1973)
  - Zyta Burbon-Parmeńska, cesarzowa Austrii (zm. 1989)
  - Ștefan Foriș, rumuński polityk komunistyczny pochodzenia węgierskiego (zm. 1946)
  - Marek Szwarc, polski malarz, rzeźbiarz pochodzenia żydowskiego (zm. 1958)
- 1893 – Pitigrilli, włoski pisarz (zm. 1975)
- 1895:
  - Lucian Blaga, rumuński poeta, dramaturg, filozof (zm. 1961)
  - Stanisław Kulczyński, polski botanik, polityk, poseł i wicemarszałek Sejmu PRL (zm. 1975)
- 1898:
  - Arend Heyting, holenderski matematyk, logik (zm. 1980)
  - Maria Malicka, polska aktorka (zm. 1992)
- 1900 – David Nepomuceno, filipiński lekkoatleta, sprinter (zm. 1939)
- 1901 – Gustav Machatý, czeski aktor, reżyser i scenarzysta filmowy (zm. 1963)
- 1902:
  - Eugeniusz Florkowski, polski duchowny katolicki, infułat, teolog (zm. 1989)
  - Boris Mieńszagin, radziecki adwokat, polityk (zm. 1984)
- 1903 – Nikołaj Kisielow, radziecki polityk (zm. 1983)
- 1904:
  - Gregory Bateson, brytyjski antropolog kulturowy (zm. 1980)
  - Bogdan Horodyski, polski historyk, bibliotekarz (zm. 1965)
  - John Henry Marsalis, amerykański polityk (zm. 1971)
  - Gösta Stoltz, szwedzki szachista (zm. 1963)
- 1905:
  - Lili Álvarez, hiszpańska tenisistka, dziennikarka, pisarka (zm. 1998)
  - Hans-Heinrich Reckeweg, niemiecki lekarz (zm. 1985)
- 1907:
  - Kathryn Kuhlman, amerykańska uzdrowicielka, kaznodziejka, ewangelistka (zm. 1976)
  - Baldur von Schirach, niemiecki działacz nazistowski, przywódca Hitlerjugend, gauleiter Wiednia (zm. 1974)
  - Fred Warngård, szwedzki lekkoatleta, młociarz (zm. 1950)
- 1908 – Leon Jeannot, polski reżyser i scenarzysta filmowy pochodzenia żydowskiego (zm. 1997)
- 1909:
  - Gordon Bunshaft, amerykański architekt (zm. 1990)
  - Eugenio Garin, włoski historyk filozofii i kultury (zm. 2004)
  - Kira Romanowa, wielka księżna Rosji (zm. 1967)
- 1910 – Mike Balas, amerykański baseballista (zm. 1996)
- 1911:
  - Tadeusz Sarnecki, polski poeta, prozaik, publicysta, wydawca, animator życia kulturalnego (zm. 1981)
  - Crew Stoneley, brytyjski lekkoatleta, sprinter (zm. 2002)
- 1912:
  - Pedro Armendáriz, meksykański aktor (zm. 1963)
  - Nils Per Imerslund, norweski awanturnik, publicysta, pisarz, działacz nazistowski, żołnierz (zm. 1943)
  - Géza Ottlik, węgierski pisarz (zm. 1990)
  - Pietro Palazzini, włoski kardynał, wysoki urzędnik Kurii Rzymskiej (zm. 2000)
- 1913 – Kadi Abakarow, radziecki żołnierz (zm. 1948)
- 1914:
  - Denham Fouts, amerykański celebryta, męska prostytutka (zm. 1948)
  - Carlo Maria Giulini, włoski dyrygent (zm. 2005)
  - Thanat Khoman, tajski dyplomata, polityk (zm. 2016)
  - Maria Orthwein, polska malarka, konserwator dzieł sztuki (zm. 2011)
- 1915:
  - Bimende Saduakasow, radziecki polityk (zm. 1983)
  - Jan Słomiński, polski rolnik, polityk, poseł na Sejm PRL (zm. 2005)
- 1916:
  - William Pène du Bois, amerykański autor i ilustrator książek dla dzieci (zm. 1993)
  - Josef Müller-Brockmann, szwajcarski projektant graficzny, typograf, pedagog (zm. 1996)
  - Marian Orlik, polski pułkownik (zm. 1953)
- 1917 – Fay Kanin, amerykańska aktorka, scenarzystka filmowa pochodzenia żydowskiego (zm. 2013)
- 1918:
  - Axel Grönberg, szwedzki zapaśnik (zm. 1988)
  - Mike Wallace, amerykański dziennikarz (zm. 2012)
- 1919 – Anne Butler Yeats, irlandzka malarka, scenografka (zm. 2001)
- 1920:
  - Richard Adams, brytyjski pisarz (zm. 2016)
  - William Tenn, amerykański inżynier, pisarz science fiction (zm. 2010)
- 1921:
  - Theodor Brinek, austriacki piłkarz (zm. 2000)
  - Sophie Scholl, niemiecka działaczka antynazistowska (zm. 1943)
  - Mona Jane Van Duyn, amerykańska poetka (zm. 2004)
- 1922 – Ludosław Cichowicz, polski astronom, geodeta (zm. 1968)
- 1923:
  - Johnny Grant, amerykański producent telewizyjny, prezenter radiowy (zm. 2008)
  - Stanisław Markiewicz, polski religioznawca, politolog (zm. 2006)
- 1924:
  - Jean Girault, francuski reżyser filmowy (zm. 1982)
  - Bułat Okudżawa, rosyjski bard, poeta, prozaik, kompozytor (zm. 1997)
  - Halina Pilawska, polska lekarka, pediatra, epidemiolog, działaczka społeczna, uczestniczka powstania warszawskiego (zm. 2017)
- 1925:
  - Feliks Krystkowiak, polski piłkarz (zm. 2015)
  - Georges Meunier, francuski kolarz (zm. 2015)
  - Aleksander Pudło, polski pułkownik SB (zm. 1993)
- 1926:
  - Robin Cooke, nowozelandzki i brytyjski polityk (zm. 2006)
  - Ryszard Witkowski, polski pilot doświadczalny, instruktor lotniczy, żołnierz AK (zm. 2022)
- 1927:
  - Manfred Eigen, niemiecki biofizyk, laureat Nagrody Nobla (zm. 2019)
  - Alfons Kułakowski, polski malarz (zm. 2020)
  - Juan José Pizzuti, argentyński piłkarz, trener (zm. 2020)
- 1928:
  - Ralph Goings, amerykański malarz (zm. 2016)
  - Ricardo González, amerykański tenisista pochodzenia meksykańskiego (zm. 1995)
  - Jan Mizerski, polsko-szwedzki architekt (zm. 2022)
  - Barbara Ann Scott, kanadyjska łyżwiarka figurowa (zm. 2012)
- 1929 – Mirja Mane, fińska aktorka (zm. 1974)
- 1930:
  - Alicia Appleman-Jurman, autorka pamiętników, pochodzenia żydowskiego (zm. 2017)
  - Zdzisław Bieniek, polski piłkarz (zm. 2017)
  - Wojciech Giełżyński, polski dziennikarz, reportażysta, podróżnik (zm. 2015)
  - Ludwik Bohdan Grzeniewski, polski pisarz, krytyk literacki, varsavianista (zm. 2008)
  - Olga Modrachová, czeska, wszechstronna lekkoatletka (zm. 1995)
  - Janusz Sztumski, polski socjolog, profesor nauk społecznych, nauczyciel akademicki (zm. 2025)
- 1931:
  - Vujadin Boškov, jugosłowiański piłkarz, trener (zm. 2014)
  - Vance Brand, amerykański inżynier, pilot doświadczalny, astronauta
  - Bolesław Mazurkiewicz, polski inżynier, pedagog (zm. 2017)
  - Marian Zimałek, polski duchowny katolicki, biskup pomocniczy sandomierski (zm. 2008)
- 1932:
  - Andrzej Bianusz, polski pisarz, autor tekstów piosenek (zm. 2018)
  - Gilbert Espinosa Chávez, amerykański duchowny katolicki, biskup pomocniczy San Diego pochodzenia meksykańskiego (zm. 2020)
  - Geraldine McEwan, brytyjska aktorka (zm. 2015)
  - Tadeusz Kukiz, polski lekarz, historyk kultury (zm. 2015)
- 1933:
  - Vid Cencic, urugwajski kolarz szosowy i torowy (zm. 2020)
  - Grzegorz Łatuszyński, polski prozaik, poeta, krytyk literacki, slawista, antologista, tłumacz, dziennikarz, animator kultury (zm. 2020)
  - Stanisław Mrówka, polsko-amerykański matematyk, wykładowca akademicki (zm. 2010)
  - Lucjan (Vladulov), serbski biskup prawosławny (zm. 2017)
- 1934:
  - Alan Bennett, brytyjski aktor, dramaturg
  - Lee Hong-koo, południowokoreański politolog, dyplomata, polityk, premier Korei Południowej
- 1935:
  - Roger Hargreaves, brytyjski autor i ilustrator książek dla dzieci (zm. 1988)
  - Juhani Järvinen, fiński łyżwiarz szybki (zm. 1984)
  - Halina Poświatowska, polska poetka (zm. 1967)
- 1936:
  - Albert Finney, brytyjski aktor (zm. 2019)
  - Glenda Jackson, brytyjska aktorka (zm. 2023)
  - Metod Pirih, słoweński duchowny katolicki, biskup koperski (zm. 2021)
  - Ernest Shonekan, nigeryjski prawnik, polityk, prezydent Nigerii (zm. 2022)
  - Adam Wolańczyk, polski aktor (zm. 2022)
- 1937:
  - Marta Fik, polska historyk, krytyk teatralna (zm. 1995)
  - Rafael Moneo, hiszpański architekt
- 1938:
  - Daniel Beauvois, francuski historyk, pisarz, tłumacz
  - Zbigniew Jerzyna, polski poeta, dramaturg, eseista, krytyk literacki (zm. 2010)
  - Milan Melník, słowacki chemik, wykładowca akademicki, polityk
  - Krystyna Nesteruk, polska działaczka samorządowa, prezydent Katowic
  - Charles Simic, serbski poeta, wydawca (zm. 2023)
- 1939:
  - Ralph Boston, amerykański lekkoatleta, skoczek w dal (zm. 2023)
  - Bruce Mather, kanadyjski kompozytor, pianista, pedagog
  - Ion Țiriac, rumuński hokeista, tenisista, przedsiębiorca
  - Giorgio Zancanaro, włoski śpiewak operowy (baryton)
- 1940:
  - Franco Bassanini, włoski prawnik, wykładowca akademicki, polityk
  - Robert Blust, amerykański językoznawca (zm. 2022)
  - Witold Gadomski, polski polityk, poseł na Sejm PRL
  - Andrzej Marek, polski prawnik, kryminolog (zm. 2012)
  - José Domingo Posada, hiszpański polityk, eurodeputowany (zm. 2013)
  - Joachim Starbatty, niemiecki ekonomista, wykładowca akademicki, polityk, eurodeputowany
- 1941:
  - Dorothy Hyman, brytyjska lekkoatletka, sprinterka
  - Stanisław Łuczyński, polski zapaśnik, sędzia zapaśniczy (zm. 2020)
  - Émile Puech, francuski biblista, qumranolog
- 1942:
  - John Ashcroft, amerykański polityk, senator
  - Mirko Sandić, serbski piłkarz wodny (zm. 2006)
  - Andrzej Zydorowicz, polski dziennikarz i komentator sportowy, samorządowiec
- 1943:
  - Emile Ardolino, amerykański reżyser i producent filmowy pochodzenia włoskiego (zm. 1993)
  - Vince Cable, brytyjski polityk
  - Ove Grahn, szwedzki piłkarz (zm. 2007)
  - Raúl Antonio Martinez Paredes, gwatemalski duchowny katolicki, biskup pomocniczy gwatemalski, biskup Sololá-Chimaltenango
- 1944:
  - Bente Juncker, duńska polityk
  - Jerzy Małecki, polski prawnik, wykładowca akademicki, sędzia NSA
  - Zygmunt Meyer, polski profesor nauk technicznych, polityk, marszałek województwa zachodniopomorskiego
  - Laurence Owen, amerykańska łyżwiarka figurowa (zm. 1961)
  - Petra Roth, niemiecka polityk
  - Heidemarie Steiner, niemiecka łyżwiarka figurowa
- 1945:
  - Teresa Badowska-Czubik, polska entomolog
  - Jupp Heynckes, niemiecki piłkarz, trener
  - Steve Katz, amerykański muzyk, kompozytor, producent muzyczny, członek zespołów The Blues Project i Blood, Sweat & Tears
  - Massimo Masini, włoski koszykarz, trener
  - Andrzej Ryguła, polski sztangista
  - Pawieł Słobodkin, rosyjski kompozytor, reżyser, pedagog (zm. 2017)
  - Miroslav Veruk, czeski lekkoatleta, sprinter
- 1946:
  - Candice Bergen, amerykańska aktorka, producentka telewizyjna i filmowa, fotografka, pisarka pochodzenia szwedzkiego
  - Grzegorz Korcz, polski koszykarz
  - George Stack, brytyjski duchowny katolicki, arcybiskup metropolita Cardiff
- 1947:
  - Yukiya Amano, japoński dyplomata, dyrektor generalny Międzynarodowej Agencji Energii Atomowej (zm. 2019)
  - Hans-Peter Gies, niemiecki lekkoatleta, kulomiot
  - Michał Kasiński, polski polityk, wojewoda łódzki
  - Michael Levitt, amerykański biofizyk, laureat Nagrody Nobla pochodzenia żydowskiego
- 1948:
  - Jacek Dobrowolski, polski poeta, eseista, tłumacz, krytyk literacki
  - Agim Doçi, albański poeta, autor tekstów piosenek (zm. 2024)
  - Calvin Murphy, amerykański koszykarz
  - Miguel Angel Olaverri Arroniz, hiszpański duchowny katolicki, arcybiskup Pointe-Noire
- 1949:
  - Oleg At´kow, rosyjski kardiolog, kosmonauta
  - Billy Joel, amerykański piosenkarz, kompozytor
  - Ibrahim Baré Maïnassara, nigerski generał, polityk, głowa państwa (zm. 1999)
  - Andreu Martín, hiszpański pisarz, scenarzysta komiksowy i telewizyjny
  - Jiří Pospíšil, czeski psycholog, polityk, wiceminister obrony, eurodeputowany (zm. 2024)
  - Henri Seroka, belgijski piosenkarz, kompozytor pochodzenia polskiego
  - Kenji Shimaoka, japoński siatkarz
  - Elmore Smith, amerykański koszykarz
  - Jussi Vesterinen, fiński zapaśnik
  - Zofia Zwolińska, polska lekkoatletka, sprinterka i płotkarka
- 1950:
  - Gary Berland, amerykański pokerzysta (zm. 1988)
  - Marcheline Bertrand, francuska aktorka (zm. 2007)
  - James Butts, amerykański lekkoatleta, trójskoczek
  - Luciano Spinosi, włoski piłkarz, trener
- 1951:
  - Włodzimierz Gromski, polski prawnik, wykładowca akademicki
  - Roman Karkosik, polski przedsiębiorca, inwestor giełdowy
  - Hans Kronberger, austriacki polityk, eurodeputowany (zm. 2018)
  - Janusz Krupski, polski historyk, działacz opozycji demokratycznej, wydawca (zm. 2010)
  - Steinar Lem, norweski działacz ekologiczny (zm. 2009)
  - Alley Mills, amerykańska aktorka
- 1952:
  - Jacek Dobaczewski, polski fizyk jądrowy
  - Zdeněk Nehoda, czeski piłkarz
- 1953:
  - Pierre d’Ornellas, francuski duchowny katolicki, arcybiskup metropolita Rennes
  - John Edwards, brytyjski basista, członek zespołu Status Quo
  - Dennie Gordon, amerykański reżyser filmowy
  - Scott McInnis, amerykański polityk
  - Jerzy Szteliga, polski polityk, poseł na Sejm RP (zm. 2023)
- 1954:
  - Janusz Gauer, polski reżyser, operator filmowy i telewizyjny
  - Kajrat Mämi, kazachski polityk
  - Mallika Sarabhai, indyjska aktorka, tancerka
  - Władimir Szewczuk, rosyjski piłkarz, trener
  - Balázs Taróczy, węgierski tenisista
- 1955:
  - Edmund Coffin, amerykański jeździec sportowy
  - Jacqueline Curtet, francuska lekkoatletka, sprinterka i skoczkini w dal
  - Kevin Peter Hall, amerykański aktor (zm. 1991)
  - Tatjana Koķe, łotewska filolog, wykładowczyni akademicka, polityk
  - Eduardo Montealegre, nikaraguański polityk
  - Anne Sofie von Otter, szwedzka śpiewaczka operowa (mezzosopran)
- 1956:
  - Frank Andersson, szwedzki zapaśnik (zm. 2018)
  - Wendy Crewson, kanadyjska aktorka
- 1957:
  - Kazimierz Adach, polski bokser
  - Fulvio Collovati, włoski piłkarz
  - Billy Hamilton, północnoirlandzki piłkarz, trener
  - Kristian Levring, duński reżyser filmowy
  - Jan Mathiasen, duński żeglarz sportowy
  - Adam Musiałek, polski duchowny katolicki, sercanin, biskup De Aar w Południowej Afryce
- 1958:
  - Leszek Jachna, polski hokeista
  - Andrzej Kopiczko, polski duchowny katolicki, kanonik, archiwista, historyk, wykładowca akademicki
  - Bhaskaran Sathianathan, malezyjski piłkarz, trener (zm. 2023)
  - Francesco Scali, włoski aktor
  - Julio César Uribe, peruwiański piłkarz, trener
- 1959:
  - János Áder, węgierski prawnik, polityk, prezydent Węgier
  - Fred Apke, niemiecki dramaturg, aktor, reżyser teatralny
  - Christian Bach, argentyńsko-meksykańska, producentka filmowa pochodzenia niemieckiego (zm. 2019)
  - Dennis Chambers, amerykański perkusista
  - Anna Dąbrowska, polska lekkoatletka, skoczkini wzwyż
  - Ulrich Matthes, niemiecki aktor
  - Bogusław Paleczny, polski duchowny katolicki, kamilianin, działacz społeczny (zm. 2009)
- 1960:
  - Teodor (Biełkow), rosyjski biskup prawosławny
  - Tony Gwynn, amerykański baseballista (zm. 2014)
  - Ion Sturza, mołdawski polityk, premier Mołdawii
- 1961:
  - Nicolò Anselmi, włoski duchowny katolicki, biskup pomocniczy Genui
  - John Corbett, amerykański aktor
  - Marian Daszyk, polski samorządowiec, polityk, poseł na Sejm RP
  - Wiktor Neborak, ukraiński prozaik, poeta, muzyk rockowy
- 1962:
  - Leszek Czarnecki, polski przedsiębiorca
  - Dave Gahan, brytyjski muzyk, wokalista, członek zespołu Depeche Mode
  - Gary Hume, brytyjski malarz
  - Steve Spence, amerykański lekkoatleta, długodystansowiec
- 1963:
  - Gary Daniels, brytyjski aktor, zawodnik sportów walki
  - Sanja Doležal, chorwacka piosenkarka, prezenterka telewizyjna
  - Angelika Winzig, austriacka działaczka samorządowa, polityk, eurodeputowana
- 1964:
  - Fiodor Bondarczuk, rosyjski aktor, reżyser filmowy
  - Mirosław Chmara, polski lekkoatleta, tyczkarz
  - Płamen Jurukow, bułgarski przedsiębiorca, polityk
  - Ihor Zachariak, ukraiński piłkarz, trener
- 1965:
  - Małgorzata Chodakowska, polska rzeźbiarka
  - Gundars Daudze, łotewski lekarz, polityk
  - Valérie Guignabodet, francuska reżyserka i scenarzystka filmowa (zm. 2016)
  - Petri Järvinen, fiński piłkarz, trener
  - Will Sanders, holenderski muzyk, pedagog
  - Lothar Sippel, niemiecki piłkarz
  - Steve Yzerman, kanadyjski hokeista
- 1966:
  - Marek Cichocki, polski filozof, politolog
  - Marco Pascolo, szwajcarski piłkarz, bramkarz
  - Jacek Szewczyk, polski gitarzysta, członek zespołu Papa D
  - Derrick Anderson, guamski judoka
- 1967:
  - Nataša Bokal, słoweńska narciarka alpejska
  - Jutta Paulus, niemiecka farmaceutka, polityk, eurodeputowana
- 1968:
  - David Benoit, amerykański koszykarz, trener
  - Masahiko Harada, japoński skoczek narciarski
  - Ruth Kelly, brytyjska ekonomistka, polityk
  - Hardy Krüger Jr., niemiecki aktor, kaskader, fotograf
  - Marie-José Pérec, francuska lekkoatletka, sprinterka
  - Nataša Pirc Musar, słoweńska prawnik, polityk, prezydent Słowenii
  - Scott Pruitt, amerykański prawnik
  - Neil Ruddock, angielski piłkarz
- 1969:
  - Ronny Gaspercic, belgijski piłkarz, bramkarz
  - Hudson Leick, amerykańska modelka, aktorka
  - Agnieszka Maciąg, polska modelka, piosenkarka, aktorka
  - Hugo Maradona, argentyński piłkarz, trener (zm. 2021)
- 1970:
  - Amber, holenderska piosenkarka, producentka muzyczna
  - Doug Christie, amerykański koszykarz
  - Ghostface Killah, amerykański raper, członek grupy Wu-Tang Clan
  - Hao Haidong, chiński piłkarz
- 1971:
  - Edd China, brytyjski inżynier, prezenter radiowy i telewizyjny
  - Paul McGuigan, brytyjski gitarzysta basowy, członek zespołu Oasis
  - Stanisław Pięta, polski nauczyciel, polityk, poseł na Sejm RP
- 1972:
  - Maciej Miłkowski, polski menedżer branży medycznej, urzędnik państwowy
  - Wasilij Mosin, rosyjski strzelec sportowy
  - Anna-Louise Plowman, nowozelandzka aktorka
  - Cezary Zybała-Strzelecki, polski wokalista, członek zespołu Oddział Zamknięty
- 1973:
  - Rafał Gronicz, polski samorządowiec, burmistrz Zgorzelca
  - Óscar Ortiz, meksykański tenisista
  - Dragan Tarlać, serbski koszykarz
- 1974:
  - Tomasz Bohajedyn, polski grafik, rysownik
  - Maciej Kaliński, polski prawnik, wykładowca akademicki
  - Piotr Korczyński, polski historyk, publicysta, rysownik
  - Marcin Kuzian, polski koszykarz
  - David Somerville, brytyjski judoka
  - Sagamore Stévenin, francuski aktor
- 1975:
  - Juan Antonio Bayona, hiszpański reżyser i scenarzysta filmowy
  - Chris Diamantopoulos, kanadyjski aktor pochodzenia greckiego
  - Andrea Huber, szwajcarska biegaczka narciarska
  - Mourad Melki, tunezyjski piłkarz
  - Tamia, kanadyjska piosenkarka, aktorka
  - Ryan Vikedal, amerykański perkusista, członek zespołów: The Piemyn, Curb Loud Band, Nickelback, The Craft i Soundevice
- 1976:
  - Aida Begić-Zubčević, bośniacka reżyserka i scenarzystka filmowa
  - Nenad Jestrović, serbski piłkarz
  - Manuela Leggeri, włoska siatkarka
  - Aurelia Trywiańska, polska lekkoatletka, płotkarka
- 1977:
  - Radek Dvořák, czeski hokeista
  - Marek Jankulovski, czeski piłkarz pochodzenia macedońskiego
  - Aleksy Kuziemski, polski bokser
  - Markus Oscarsson, szwedzki kajakarz
  - Svein Tuft, kanadyjski kolarz szosowy i torowy
- 1978:
  - Bebe, hiszpańska piosenkarka
  - Leandro Cufré, argentyński piłkarz
  - Anna König Jerlmyr, szwedzka działaczka samorządowa, burmistrz Sztokholmu
  - Massimo Paci, włoski piłkarz
  - Marwan al-Shehhi, emiracki terrorysta (zm. 2001)
  - Galib Żafarow, kazachski bokser
- 1979:
  - Pierre Bouvier, kanadyjski wokalista, gitarzysta, członek zespołu Simple Plan
  - Rosario Dawson, amerykańska aktorka, piosenkarka
  - Ashley Hutchinson, australijski kolarz szosowy i torowy
  - Dawid Kostempski, polski polityk, samorządowiec, prezydent Świętochłowic
  - Artur Małek, polski wspinacz
  - Mirosław Sznaucner, polski piłkarz
  - Andrew W.K., amerykański piosenkarz, muzyk, komik
- 1980:
  - Nicolae Dică, rumuński piłkarz
  - Grant Hackett, australijski pływak
  - Albert Osik, polski aktor
  - Filip Wałcerz, polski pianista
  - Aleksiej Wojewoda, rosyjski bobsleista
- 1981:
  - Daniel Cruz, kolumbijski piłkarz
  - José Luis Garcés, panamski piłkarz
  - Johnny Herrera, chilijski piłkarz, bramkarz
  - Oleg Kuźmin, rosyjski piłkarz
  - Duarte Marques, portugalski polityk
  - Leszek Szymowski, polski dziennikarz śledczy, fotograf, pisarz, przedsiębiorca
  - Oliver Zaugg, szwajcarski kolarz szosowy
  - Matthias Zollner, niemiecki trener koszykówki
- 1982:
  - Rachel Boston, amerykańska aktorka
  - Juliana Costa, brazylijska siatkarka
  - Travis Jayner, kanadyjski łyżwiarz szybki, specjalista short tracku
  - Kim Jung-woo, południowokoreański piłkarz
  - Lindsay Whalen, amerykańska koszykarka
- 1983:
  - Alan Campbell, brytyjski wioślarz
  - Christos Marangos, cypryjski piłkarz
  - Ryūhei Matsuda, japoński aktor
  - Gilles Müller, luksemburski tenisista
  - Leandro Rinaudo, włoski piłkarz
  - Michael Roark, amerykański aktor
  - Corina Ssuschke-Voigt, niemiecka siatkarka
  - Evelyn Stevens, amerykańska kolarka szosowa
- 1984:
  - Bisz, polski raper, poeta, producent muzyczny
  - Natália Falavigna, brazylijska taekwondzistka
  - Zach Railey, amerykański żeglarz sportowy
- 1985:
  - Arkadiusz Andrejkow, polski malarz
  - Sven-Sören Christophersen, niemiecki piłkarz ręczny
  - Marta Dobecka, polska aktorka
  - Jackob Long, amerykański futbolista
  - Audrina Patridge, amerykańska aktorka
  - Chris Zylka, amerykański aktor
- 1986:
  - Grace Gummer, amerykańska aktorka
  - Ariel Martínez, kubański piłkarz
  - Natalie Olson, brytyjska lekkoatletka, tyczkarka
  - Maureen Williams, nigeryjska lekkoatletka, tyczkarka
  - Yuan Meng, chińska tenisistka
- 1987:
  - Grigorij Falko, rosyjski pływak
  - Tamás Kiss, węgierski kajakarz, kanadyjkarz
  - Maria Machowska, polska skrzypaczka
  - Adysângela Moniz, kabowerdyjska judoczka
  - Nanjangud Shivananju Manju, indyjski piłkarz
  - Terry Reintke, niemiecka polityk
- 1988:
  - Timm Klose, szwajcarski piłkarz pochodzenia niemieckiego
  - Jewhen Selin, ukraiński piłkarz
  - Matías Suárez, argentyński piłkarz
  - Shahdan Sulaiman, singapurski piłkarz
- 1989:
  - Katie Bouman, amerykańska informatyk
  - Aleksandra Domańska, polska aktorka
  - Karolin Horchler, niemiecka biathlonistka
  - Łukasz Litewka, polski polityk, poseł na Sejm RP
  - Philippe Marquis, kanadyjski narciarz dowolny
  - Peter Michael, nowozelandzki łyżwiarz szybki
  - Ilýa Tamurkin, turkmeński piłkarz
  - Zhang Linpeng, chiński piłkarz
- 1990:
  - Jewgienij Donskoj, rosyjski tenisista
  - Diego Mariño, hiszpański piłkarz, bramkarz
  - Jauhienij Sałamonau, białoruski hokeista
- 1991:
  - Anton Burdasow, rosyjski hokeista
  - Erick Green, amerykański koszykarz
  - Genki Haraguchi, japoński piłkarz
  - Hsu Shu-ching, tajwańska sztangistka
  - Majlinda Kelmendi, kosowska judoczka
  - Christy Mack, amerykańska aktorka pornograficzna
- 1992:
  - Emil Galimow, rosyjski hokeista
  - Rachid Ghezzal, algierski piłkarz
  - Łukasz Kret, polski żużlowiec
  - Tom Laterza, luksemburski piłkarz
  - Barbora Purchartová, czeska siatkarka
  - Martina Rosucci, włoska piłkarka
  - Ristananna Tracey, jamajska lekkoatletka, sprinterka i płotkarka
- 1993:
  - Aurélie Chaboudez, francuska lekkoatletka, wieloboistka
  - Yogi Ferrell, amerykański koszykarz
  - Ante Kaleb, chorwacki piłkarz ręczny
  - Szamil Kudijamagomiedow, rosyjski zapaśnik
  - Laura Muir, brytyjska lekkoatletka, biegaczka średniodystansowa
  - Óscar Muñoz Oviedo, kolumbijski taekwondzista
  - Bonnie Rotten, amerykańska aktorka pornograficzna
  - Andre Wisdom, angielski piłkarz pochodzenia jamajskiego
- 1994:
  - Dmytro Chlobas, ukraiński piłkarz
  - Elizaveta Parnov, australijska lekkoatletka, tyczkarka pochodzenia rosyjskiego
  - Patrick Twumasi, ghański piłkarz
  - Andreas Wazeos, grecki pływak
- 1995:
  - Marcos Curado, argentyński piłkarz
  - Mohammad Abu Hashish, jordański piłkarz
  - Alemitu Heroye, etiopska lekkoatletka, biegaczka długodystansowa
  - Ami Kondo, japońska judoczka
  - Timothé Luwawu-Cabarrot, francuski koszykarz
  - Beth Mead, angielska piłkarka
  - Khalfan Mubarak, emiracki piłkarz
  - Jewhen Muraszow, ukraiński piłkarz
  - Roman Pidkiwka, ukraiński piłkarz, bramkarz
  - Oskar Pogorzelec, polski piłkarz, bramkarz
  - Wang Jingbin, chiński piłkarz
- 1996:
  - Amina Marković, czarnogórska koszykarka
  - Mary Mouser, amerykańska aktorka
  - Abdułraszyd Sadułajew, rosyjski zapaśnik pochodzenia awarskiego
- 1997 – Zane Huett, amerykański aktor
- 1998:
  - Alicja Grabka, polska siatkarka
  - Douglas Luiz, brazylijski piłkarz
- 1999:
  - Ghaieth Hannachi, tunezyjski zapaśnik
  - Władisław Kazamanow, rosyjski hokeista
- 2000:
  - Muhammad Ammura, algierski piłkarz
  - Ashu, indyjski zapaśnik
  - Juri Knorr, niemiecki piłkarz ręczny
  - Brendan Schoonbaert, belgijski piłkarz
  - Ștefan Târnovanu, rumuński piłkarz, bramkarz
  - Ragne Wiklund, norweska łyżwiarka szybka
  - Franco Zanelatto, peruwiański piłkarz pochodzenia urugwajsko-paragwajskiego
- 2001:
  - Alaeddine Ben Chalbi, tunezyjski judoka
  - Ramón Juárez, meksykański piłkarz
  - Artur Sikorski, polski piosenkarz, aktor
  - Frederik Wandahl, duński kolarz szosowy i torowy
- 2002:
  - Matheus Dias, brazylijski piłkarz
  - Anders Rowe, brytyjski żużlowiec

## Zmarli
- 1271 – Warcisław II, książę gdański (ur. ok. 1237)
- 1280 – Magnus VI Prawodawca, król Norwegii (ur. 1238)
- 1315 – Hugo V, książę Burgundii (ur. 1294)
- 1443 – Mikołaj Albergati, włoski kardynał, błogosławiony (ur. 1375)
- 1466 – Elżbieta I Jagiellonka, królewna polska, księżniczka litewska (ur. 1465)
- 1488 – Fryderyk I, książę brzeski i legnicki (ur. 1446)
- 1512 – Agnieszka Barnimówna, księżniczka bardowsko-rugijska, margrabina brandenburska, księżna anhalcka na Dessau (ur. ok. 1436)
- 1525 – Gregor Reisch, niemiecki humanista, pisarz, encyklopedysta (ur. ok. 1467)
- 1531 – (lub 10 maja) Jerzy I, książę zachodniopomorski (ur. 1493)
- 1552 – Marcantonio Michiel, włoski literat, kolekcjoner dzieł sztuki (ur. 1484)
- 1584 – Pietro Marescalchi, włoski malarz (ur. 1522)
- 1586 – Luis de Morales, hiszpański malarz (ur. ?)
- 1605 – Piotr Stoiński (młodszy), polski działacz reformacyjny, duchowny i teolog braci polskich, pisarz (ur. ok. 1565)
- 1651 – Cornelis de Vos, flamandzki malarz, rysownik (ur. 1584)
- 1655 – Karol Ferdynand Waza, królewicz polski, biskup wrocławski i płocki, książę nyski, opolsko-raciborski i pułtuski (ur. 1613)
- 1657 – William Bradford, amerykański polityk, kronikarz (ur. 1590)
- 1671 – Jerzy VII Fryderyk Henckel von Donnersmarck, baron i hrabia cesarstwa, pan Tarnowskich Gór i Bytomia (ur. 1611)
- 1679:
  - Andrzej Kucharski, polski prawnik, teolog, kanonik krakowski, rektor Akademii Krakowskiej (ur. ok. 1608)
  - Miguel Mañara, hiszpański arystokrata, filantrop, zakonnik (ur. 1627)
  - Tomasz Pickering, angielski benedyktyn, męczennik, błogosławiony (ur. 1621)
- 1688:
  - Fryderyk Wilhelm I, elektor Brandenburgii i książę Prus (ur. 1620)
  - Felice Rospigliosi, włoski kardynał (ur. 1639)
- 1707 – Dietrich Buxtehude, duńsko-niemiecki kompozytor, organista (ur. ok. 1637)
- 1736 – Diogo de Mendonça Corte Real, portugalski polityk (ur. 1658)
- 1760 – Nikolaus von Zinzendorf, niemiecki teolog ewangelicki, reformator religijny (ur. 1700)
- 1789 – Anders Johan von Höpken, szwedzki prawnik, ekonomista, polityk (ur. 1712)
- 1791 – Francis Hopkinson, amerykański polityk (ur. 1737)
- 1794:
  - Józef Ankwicz, polski polityk, poseł na Sejm (ur. ok. 1750)
  - Józef Kazimierz Kossakowski, polski duchowny katolicki, biskup inflancki, polityk (ur. 1738)
  - Piotr Ożarowski, polski polityk, hetman wielki koronny (ur. ok. 1725)
  - Józef Zabiełło, polski polityk, hetman polny litewski (ur. ?)
- 1799 – Claude Balbastre, francuski kompozytor (ur. 1724)
- 1802 – Erik Magnus Staël von Holstein, szwedzki dyplomata (ur. 1749)
- 1805 – Friedrich Schiller, niemiecki poeta, dramaturg, filozof, historyk, estetyk, teoretyk teatru (ur. 1759)
- 1810 – Benjamin Lincoln, amerykański generał-major (ur. 1733)
- 1827:
  - Friedrich Wilhelm Berner, niemiecki kompozytor, organista (ur. 1780)
  - Mikołaj Jasieński, polski szlachcic, polityk (ur. 1732)
- 1840 – Józef Đỗ Quang Hiển, wietnamski dominikanin, męczennik, święty (ur. ok. 1765)
- 1842 – Karol Otto Kniaziewicz, polski generał, działacz emigracyjny (ur. 1762)
- 1847:
  - Johann Friedrich Knorr, niemiecki architekt, mecenas sztuki (ur. 1775)
  - Filip Walter, polski chemik, wykładowca akademicki, uczestnik powstania listopadowego (ur. 1810)
- 1850 – Joseph Gay-Lussac, francuski chemik, fizyk, wykładowca akademicki (ur. 1778)
- 1854 – Michal Rešetka, słowacki duchowny katolicki, pisarz religijny (ur. 1794)
- 1859 – Florent Daguin, francuski duchowny katolicki, misjonarz, lazarysta, wikariusz apostolski Mongolii (ur. 1815)
- 1860 – Samuel Griswold Goodrich, amerykański pisarz, wydawca (ur. 1793)
- 1862 – Theodor Bilharz, niemiecki lekarz, przyrodnik (ur. 1825)
- 1864 – Wilhelm Wolff, niemiecki nauczyciel, publicysta, polityk (ur. 1809)
- 1865 – Ludwik Pietrusiński, polski prawnik, pisarz, publicysta (ur. 1803)
- 1867 – Joachim Chomiński, polski urzędnik, polityk (ur. 1796)
- 1870 – Fryderyk Wirtemberski, książę, generał kawalerii (ur. 1808)
- 1873 – Jacob Laurentius Studach, szwajcarski duchowny katolicki, wikariusz apostolski Szwecji (ur. 1796)
- 1876 – Louis Benoit van Houtte, belgijski botanik, wydawca (ur. 1810)
- 1877 – Theodor Eduard Burscher, niemiecki polityk, nadburmistrz Szczecina i Elbląga (ur. 1818)
- 1878 – Antoni Feliks Barciński, polski matematyk, ekonomista, wykładowca akademicki, urzędnik (ur. 1803)
- 1879 – Maria Teresa od Jezusa, niemiecka zakonnica, błogosławiona (ur. 1797)
- 1880:
  - Hermann Berens, szwedzki kompozytor (ur. 1826)
  - George Brown, kanadyjski polityk (ur. 1818)
  - Eduardas Gizevijus, litewski nauczyciel, etnograf, działacz kulturalny i społeczny w Prusach Wschodnich (ur. 1798)
- 1884:
  - Samuel Hawken, amerykański inżynier, rusznikarz (ur. 1792)
  - Giovanni Prati, włoski poeta, polityk (ur. 1814)
- 1891 – Adam Stanisław Krasiński, polski duchowny katolicki, biskup wileński, pisarz (ur. 1810)
- 1893 – Adolphe Goupil, francuski marszand (ur. 1806)
- 1896 – Bronisław Horodyski, polski ziemianin, polityk (ur. ok. 1846)
- 1898 – Ryszard Ruszkowski, polski aktor, śpiewak, komediopisarz (ur. 1856)
- 1899 – Johannes Quistorp, niemiecki posiadacz ziemski, przedsiębiorca, filantrop (ur. 1822)
- 1901 – Lizzie van Zyl, burska ofiara brytyjskiego obozu koncentracyjnego (ur. 1894)
- 1902 – Otto Zardetti, szwajcarski duchowny katolicki, biskup St. Cloud i arcybiskup Bukaresztu (ur. 1847)
- 1904 – Aleksandar Bresztyenszky, chorwacki prawnik, polityk (ur. 1843)
- 1907 – Henryk Baron, polski działacz socjalistyczny (ur. 1887)
- 1908:
  - Abedin Dino, albański działacz odrodzenia narodowego, poeta, polityk (ur. 1843)
  - Leopold Hauser, polski prawnik, działacz społeczny, historyk (ur. 1844)
- 1909 – Margarete Steiff, niemiecka bizneswoman (ur. 1847)
- 1910 – Paul Ludwig Kowalczewski, niemiecki rzeźbiarz pochodzenia polskiego (ur. 1865)
- 1911:
  - Katherine Hankey, brytyjska katechetka, poetka (ur. 1834)
  - Bronisław Żochowski, polski architekt (ur. 1836)
- 1914 – Paul Héroult, francuski metalurg, wynalazca, przemysłowiec (ur. 1863)
- 1915:
  - Henry Berry, angielski rugbysta, żołnierz (ur. 1883)
  - François Faber, luksemburski kolarz szosowy (ur. 1887)
  - Lucjan Malcz, polski podporucznik (ur. 1878)
  - Jarosław Weszin, bułgarski malarz pochodzenia czeskiego (ur. 1860)
  - Anthony Wilding, nowozelandzki tenisista (ur. 1883)
- 1917 – Wilhelm Cymera, niemiecki pilot wojskowy, as myśliwski (ur. 1885)
- 1918 – George Coșbuc, rumuński poeta, tłumacz, nauczyciel (ur. 1866)
- 1919:
  - Zygmunt Antoniewicz, polski podpułkownik, malarz pochodzenia ormiańskiego (ur. 1874)
  - James Reese Europe, amerykański mandolinista jazzowy, kompozytor muzyki ragtime, kierownik zespołu (ur. 1881)
  - Juan Isidro Jimenes, dominikański przedsiębiorca, polityk, prezydent Dominikany (ur. 1846)
  - Antonina Machczyńska, polska pisarka, nauczycielka, działaczka społeczna (ur. 1837)
- 1921 – Jan Surzycki, polski student, podporucznik artylerii, powstaniec śląski (ur. 1898)
- 1922 – Ludwik Malicki, polski nauczyciel, działacz społeczny (ur. 1839)
- 1925 – Władysław Sygnarski, polski nauczyciel, działacz społeczny, pszczelarz (ur. 1864)
- 1926 – Edmund Landolt, szwajcarski okulista (ur. 1846)
- 1927:
  - Emmerich Bjelik, austro-węgierski duchowny katolicki, biskup, apostolski wikariusz polowy c. i k. Armii, administrator apostolski diecezji wielkowaradyńskiej pochodzenia słowackiego (ur. 1860)
  - Konstanty Masiewicz, polski kapral (ur. 1900)
  - Leonard Winterowski, polski malarz batalista (ur. 1868)
- 1928:
  - Maria Grocholska, polska karmelitanka (ur. 1833)
  - Veli İbraimov, krymskotatarski polityk (ur. 1888)
- 1929 – Gustave Schlumberger, francuski historyk, mediewista, bizantynolog, numizmatyk (ur. 1844)
- 1931 – Albert Michelson, amerykański fizyk, laureat Nagrody Nobla pochodzenia polsko-żydowskiego (ur. 1852)
- 1933:
  - John Arthur Jarvis, brytyjski pływak (ur. 1872)
  - Włodzimierz Wakar, polski prawnik, ekonomista, statystyk, publicysta, działacz niepodległościowy i samorządowy (ur. 1885)
- 1937 – Walter Mittelholzer, szwajcarski pionier lotnictwa, fotograf, podróżnik, pisarz (ur. 1894)
- 1938:
  - Kijam Abramow, tatarski polityk (ur. 1897)
  - Achmietsafa Dawletjarow, tatarski polityk (ur. 1905)
  - Alfreds Liepa, łotewski polityk (ur. 1896)
- 1939:
  - Sofia Bochan-Sawinkowa, rosyjska emigracyjna poetka, pisarka, publicystka (ur. ?)
  - Henryk Przeździecki, polski duchowny katolicki, biskup siedlecki (ur. 1873)
  - Aleksander Rosiński, kapitan Wojska Polskiego, kawaler Orderu Virtuti Militari (ur. 1889)
- 1940:
  - Włodzimierz Dżugan, polski podporucznik rezerwy piechoty, urzędnik (ur. 1910)
  - Mieczysław Bolesław Hoffman, polski pomolog, samorządowiec (ur. 1877)
- 1941:
  - Sydney Carlin, brytyjski pilot wojskowy, as myśliwski (ur. 1889)
  - Stefan Grelewski, polski duchowny katolicki, błogosławiony (ur. 1898)
  - Fritz-Julius Lemp, niemiecki oficer Kriegsmarine, dowódca okrętów podwodnych (ur. 1913)
- 1942:
  - Stanisław Felczak, polski duchowny katolicki, jezuita, męczennik, Sługa Boży (ur. 1906)
  - Mieczysław Mastek, polski kolejarz, związkowiec, polityk, poseł na Sejm RP (ur. 1893)
  - Graham McNamee, amerykański spiker radiowy, dziennikarz sportowy (ur. 1888)
  - Bronisław Wielgorz, polski kleryk katolicki, męczennik, Sługa Boży (ur. 1916)
- 1943 – Danielle Casanova, francuska działaczka komunistyczna, uczestniczka ruchu oporu (ur. 1909)
- 1944:
  - Aleksander Dzierżawski, polski ekonomista, dziennikarz, samorządowiec, polityk, poseł na Sejm RP (ur. 1890)
  - Wolfgang Heine, niemiecki prawnik, polityk (ur. 1861)
- 1945:
  - Fritz Bracht, niemiecki polityk i zbrodniarz nazistowski (ur. 1899)
  - Walter Frank, niemiecki działacz nazistowski, historyk (ur. 1905)
  - (uznany za zmarłego) Hans Kammler, niemiecki funkcjonariusz i zbrodniarz nazistowski (ur. 1901)
  - Franciszek Krudowski, polski malarz (ur. 1860)
  - Rudolf von Sebottendorf, niemiecki okultysta, przewodniczący Towarzystwa Thule (ur. 1875)
- 1946:
  - William Cabell Bruce, amerykański polityk (ur. 1860)
  - Hans Christoph Kaergel, niemiecki prozaik, dramaturg (ur. 1889)
  - Kazimierz Możdżeń, polski podpułkownik saperów (ur. 1883)
  - Stanisław Andrzej Radek, polski działacz socjalistyczny, publicysta, literat, polityk, senator RP (ur. 1886)
- 1948 – Leon Łuskino, polski pułkownik piechoty, kompozytor, literat (ur. 1872)
- 1949 – Ludwik II Grimaldi, książę Monako (ur. 1870)
- 1950 – Adam Kroebl, polski wspinacz, narciarz, urzędnik, starosta, notariusz, polityk, poseł na Sejm RP (ur. 1880)
- 1951:
  - Alessandro Alvisi, włoski jeździec sportowy (ur. 1887)
  - Marie Ault, brytyjska aktorka (ur. 1870)
  - Leo Bosschart, holenderski piłkarz (ur. 1888)
  - Etta Federn, niemiecka i francuska krytyczka literacka, pisarka, tłumaczka pochodzenia żydowskiego (ur. 1883)
  - Ettore Felici, włoski duchowny katolicki, arcybiskup, nuncjusz apostolski (ur. 1881)
  - Piotr Zwierkow, radziecki major lotnictwa (ur. 1914)
- 1952:
  - Fulvio Cordignano, włoski jezuita, misjonarz, pedagog (ur. 1887)
  - Boson II de Talleyrand-Périgord Valencay, francuski arystokrata (ur. 1867)
- 1954:
  - Jerzy VI, ormiański biskup Apostolskiego Kościoła Ormiańskiego, Katolikos Wszystkich Ormian (ur. 1868)
  - Thomas O’Shea, nowozelandzki duchowny katolicki pochodzenia irlandzkiego, arcybiskup Wellington (ur. 1870)
- 1955 – William Passmore, amerykański zawodnik lacrosse (ur. 1882)
- 1956 – Adam Tarnowski, polski dyplomata, polityk (ur. 1892)
- 1957:
  - Heinrich Campendonk, niemiecki, grafik (ur. 1889)
  - Ezio Pinza, włoski śpiewak operowy (bas), aktor (ur. 1892)
  - Ludwik Tołłoczko, polski inżynier elektryk, polityk (ur. 1870)
- 1958:
  - Bill Goodwin, amerykański spiker radiowy, aktor (ur. 1910)
  - Dino Urbani, włoski szpadzista (ur. 1882)
- 1960 – Eustazy Borkowski, polski kapitan żeglugi wielkiej (ur. 1887)
- 1961 – Vaadjuv Nyqvist, norweski żeglarz sportowy (ur. 1902)
- 1962 – Jerzy Marr, polski aktor (ur. 1901)
- 1965:
  - Leopold Figl, austriacki polityk, kanclerz Austrii (ur. 1902)
  - Ernesto de Martino, włoski etnolog, religioznawca, polityk (ur. 1908)
- 1967 – Antoni Jażdżewski, polski lekarz, dyplomata (ur. 1887)
- 1968 – Mercedes de Acosta, amerykańsko-kubańska poetka, scenarzystka, projektantka kostiumów (ur. 1893)
- 1971 – Alojzy Smolka, polski lalkarz, reżyser, scenograf (ur. 1907)
- 1972 – Nikołaj Jakowlew, radziecki marszałek artylerii (ur. 1898)
- 1974:
  - Halina Gallowa, polska aktorka (ur. 1890)
  - Lubomir Pipkow, bułgarski pianista, kompozytor (ur. 1904)
- 1975 – Janina Wysocka-Ochlewska, polska pianistka, klawesynistka, pedagog (ur. 1903)
- 1976 – Ulrike Meinhof, niemiecka dziennikarka, terrorystka (ur. 1934)
- 1977:
  - James Jones, amerykański pisarz (ur. 1921)
  - Ian Napier, brytyjski pilot wojskowy, as myśliwski (ur. 1895)
  - Maria Carmen Rendiles Martínez, wenezuelska zakonnica, błogosławiona (ur. 1903)
- 1978:
  - George Maciunas, amerykański artysta pochodzenia litewskiego (ur. 1931)
  - (prawdop.) Aldo Moro, włoski polityk, premier Włoch (ur. 1916)
  - Edmund Wengerek, polski prawnik (ur. 1913)
- 1979 – Gabriel Ramanantsoa, malgaski polityk, prezydent i premier Madagaskaru (ur. 1906)
- 1981:
  - Nelson Algren, amerykański pisarz (ur. 1909)
  - Jewgienij Brusiłowski, rosyjski kompozytor, pedagog (ur. 1905)
  - Margaret Lindsay, amerykańska aktorka (ur. 1910)
- 1982:
  - Andrzej Porajski, polski generał brygady (ur. 1922)
  - Petr Svojtka, czeski aktor (ur. 1946)
- 1984 – Siergiej Salnikow, rosyjski piłkarz, trener (ur. 1925)
- 1985:
  - Adriaan Paulen, holenderski działacz sportowy (ur. 1902)
  - Edmond O’Brien, amerykański aktor (ur. 1915)
  - Svea Norén, szwedzka łyżwiarka figurowa (ur. 1895)
- 1986:
  - Michaił Ałpatow, rosyjski historyk sztuki (ur. 1902)
  - Tenzing Norgay, nepalski himalaista, szerpa (ur. 1914)
  - Józef Rybicki, polski filolog klasyczny, nauczyciel, żołnierz AK (ur. 1901)
  - Franciszek Ryling, polski skrzypek, dyrygent, kompozytor, pedagog (ur. 1902)
- 1987:
  - Obafemi Awolowo, nigeryjski polityk, premier Nigerii Zachodniej (ur. 1909)
  - Leszek Bogdan, polski radiooperator (ur. 1944)
  - Zbigniew Brzoska, polski inżynier mechanik, żołnierz AK (ur. 1916)
  - Hanna Chęcińska, polska stewardesa (ur. 1951)
  - Leopold Karcher, polski pilot cywilny (ur. 1933)
  - Lesław Łykowski, polski nawigator (ur. 1930)
  - Małgorzata Ostrowska, polska stewardesa (ur. 1958)
  - Zygmunt Pawlaczyk, polski pilot wojskowy i cywilny (ur. 1928)
  - Jolanta Potyra, polska stewardesa (ur. 1946)
  - Brian Shenton, brytyjski lekkoatleta, sprinter (ur. 1927)
- 1991:
  - Janka Diagilewa, rosyjska wokalistka punkowa, poetka (ur. 1966)
  - Hugo Krzyski, polski aktor (ur. 1913)
  - István Messzi, węgierski sztangista (ur. 1961)
- 1992 – Stanisław Wygodzki, polsko-izraelski poeta, prozaik, krytyk literacki (ur. 1907)
- 1994 – Anni Albers, amerykańska projektantka tkanin, pedagog (ur. 1899)
- 1995 – Henryk Mażul, polski żołnierz AK, stoczniowiec, osobisty ochroniarz Lecha Wałęsy (ur. 1923)
- 1997 – Marco Ferreri, włoski reżyser, scenarzysta i producent filmowy (ur. 1928)
- 1998:
  - Alice Faye, amerykańska aktorka, piosenkarka (ur. 1915)
  - Rudolf Ismayr, niemiecki sztangista (ur. 1908)
  - Bob Mellish, brytyjski polityk (ur. 1913)
- 1999 – Mieczysław Kaczyński, polski generał brygady (ur. 1921)
- 2000:
  - Józef Napiórkowski, polski malarz, scenograf (ur. 1942)
  - Anatolij Strepetow, ukraiński piłkarz, trener (ur. 1938)
- 2001 – André Neury, szwajcarski piłkarz (ur. 1921)
- 2003:
  - Hans Engnestangen, norweski łyżwiarz szybki (ur. 1908)
  - Russell Billiu Long, amerykański polityk (ur. 1918)
- 2004:
  - Elie Chevieux, szwajcarski wspinacz, fotograf (ur. 1973)
  - Brenda Fassie, południowoafrykańska wokalistka (ur. 1964)
  - Achmat Kadyrow, czeczeński polityk, prezydent Czeczenii (ur. 1951)
  - Alan King, amerykański aktor (ur. 1927)
  - Walter Stockmayer, amerykański chemik (ur. 1914)
- 2005 – Janusz Pelc, polski historyk literatury (ur. 1930)
- 2006 – Jerzy Ficowski, polski poeta, tłumacz, znawca folkloru żydowskiego i cygańskiego (ur. 1924)
- 2007:
  - Alfred Chandler, amerykański historyk ekonomii (ur. 1918)
  - Gino Pariani, amerykański piłkarz (ur. 1928)
- 2008 – Szemu’el Kac, izraelski pisarz, polityk, sekretarz Ze’ewa Żabotyńskiego (ur. 1914)
- 2009 – Ibn asz-Szajch al-Libi, libijski terrorysta, członek Al-Ka’idy (ur. 1963)
- 2010:
  - William Hook, brytyjski szachista (ur. 1925)
  - Lena Horne, amerykańska aktorka, piosenkarka (ur. 1917)
- 2011:
  - Ivo Pešák, czeski klarnecista, członek zespołu Banjo Band (ur. 1944)
  - Shailendra Kumar Upadhyaya, nepalski polityk (ur. 1929)
  - Wouter Weylandt, belgijski kolarz szosowy (ur. 1984)
- 2012:
  - Andrzej Czeczot, polski grafik, twórca filmów animowanych (ur. 1933)
  - Józef Gęga, polski metalurg (ur. 1931)
  - Vidal Sassoon, brytyjski fryzjer, stylista (ur. 1928)
- 2013:
  - Cezary Chlebowski, polski pisarz, historyk, publicysta (ur. 1928)
  - Krzysztof Dunin-Wąsowicz, polski historyk, varsavianista (ur. 1923)
  - Ottavio Missoni, włoski projektant mody (ur. 1921)
  - Andrew Simpson, brytyjski żeglarz sportowy (ur. 1976)
- 2014:
  - Giacomo Bini, włoski duchowny katolicki, franciszkanin, teolog (ur. 1938)
  - Harlan Mathews, amerykański polityk (ur. 1927)
  - Mel Patton, amerykański lekkoatleta, sprinter (ur. 1924)
  - Mary Stewart, brytyjska pisarka (ur. 1916)
- 2015:
  - Kenan Evren, turecki wojskowy, polityk, prezydent Turcji (ur. 1917)
  - Janusz Kaniewski, polski projektant samochodowy (ur. 1974)
  - Alexandre Lamfalussy, belgijski ekonomista (ur. 1929)
  - Odo Marquard, niemiecki filozof (ur. 1928)
  - Bolesław Sidorowicz, polski zapaśnik, trener i sędzia zapaśniczy (ur. 1933)
- 2016:
  - Janina Gostwicka, polska historyk sztuki, muzealniczka (ur. 1920)
  - Karl Maramorosch, amerykański wirusolog, entomolog, fitopatolog (ur. 1915)
- 2017:
  - Brian Barnes, australijski duchowny katolicki, biskup Aitape, arcybiskup Port Moresby (ur. 1933)
  - Robert Miles, włoski twórca muzyki elektronicznej, producent muzyczny (ur. 1969)
  - Michael Parks, amerykański aktor, piosenkarz (ur. 1940)
  - Qian Qichen, chiński polityk, dyplomata, minister spraw zagranicznych, wicepremier (ur. 1928)
- 2018:
  - Mario Agnes, włoski dziennikarz, publicysta (ur. 1931)
  - Omar Daoud, libijski piłkarz (ur. 1983)
  - Carlos Enrique Trinidad Gómez, gwatemalski duchowny katolicki, biskup San Marcos (ur. 1955)
  - Fryderyk Filip Wirtemberski, niemiecki przedsiębiorca, arystokrata (ur. 1961)
- 2019:
  - David Arias, hiszpański duchowny katolicki posługujący w USA, biskup pomocniczy Newark (ur. 1929)
  - Roman Kaliszan, polski chemik, farmakolog (ur. 1945)
  - Alvin Sargent, amerykański scenarzysta filmowy (ur. 1927)
  - Janusz Żarnowski, polski historyk (ur. 1932)
- 2020:
  - Pedro Pablo León, peruwiański piłkarz (ur. 1943)
  - Kristina Lugn, szwedzka poetka, dramatopisarka (ur. 1948)
  - Little Richard, amerykański piosenkarz, pianista (ur. 1932)
- 2021:
  - Wadim Alisow, rosyjski operator filmowy (ur. 1941)
  - Jacques Bouveresse, francuski filozof (ur. 1940)
  - Ferdynand Matysik, polski aktor (ur. 1931)
  - Wilfried Peffgen, niemiecki kolarz torowy i szosowy (ur. 1942)
  - Bratislav Petković, serbski reżyser teatralny i filmowy, dramatopisarz, działacz kulturalny, polityk, minister kultury i informacji (ur. 1948)
- 2022:
  - Robert Brom, amerykański duchowny katolicki, biskup Duluth i San Diego (ur. 1938)
  - Tadeusz Grygiel, polski koszykarz (ur. 1954)
  - Ludwik Lewin, polski dziennikarz, poeta (ur. 1944)
  - Jody Lukoki, kongijski piłkarz (ur. 1992)
  - Adreian Payne, amerykański koszykarz (ur. 1991)
  - Inge Viett, niemiecka terrorystka (ur. 1944)
  - Dawyd Żwanija, ukraiński przedsiębiorca, polityk, minister ds. sytuacji nadzwyczajnych (ur. 1967)
- 2023:
  - Antonio Carbajal, meksykański piłkarz, trener (ur. 1929)
  - Edward Peter Cullen, amerykański duchowny katolicki, biskup pomocniczy Filadelfii, biskup Allentown (ur. 1933)
  - Radosław Ostałkiewicz, polski ekonomista, samorządowiec, wójt gminy Jaworze (ur. 1979)
  - Andrzej Sylwestrzak, polski prawnik, konstytucjonalista, wykładowca akademicki (ur. 1942)
- 2024:
  - Shirley Conran, brytyjska pisarka (ur. 1932)
  - Roger Corman, amerykański aktor, reżyser i producent filmowy (ur. 1926)
  - Marian Hilla, polski dziennikarz radiowy, muzyk, saksofonista, członek zespołu Poparzeni Kawą Trzy (ur. 1972)
  - Toini Pöysti, fińska biegaczka narciarska (ur. 1933)
  - Philip Tagg, brytyjski muzykolog, pisarz (ur. 1944)
- 2025:
  - Mark Jabalé, brytyjski duchowny katolicki, biskup Menevia (ur. 1933)
  - Dragan Labović, serbski koszykarz (ur. 1987)
  - Marek Wejtko, polski dyplomata, urzędnik państwowy, wiceminister gospodarki (ur. 1953)